# 西大原站
西大原站（日语：／ Nishi-Ōhara eki */?）是位於千葉縣夷隅市新田3559號，夷隅鐵道的夷隅線車站。

## 歷史
- 1960年（昭和35年）6月20日 - 國鐵木原線車站啟用。當初與大原站的營業距離為1.8公里。
- 1987年（昭和62年）4月1日 - 伴隨國鐵分割民營化，車站由東日本旅客鐵道（JR東日本）營運。
- 1988年（昭和63年）3月24日 - 木原線由夷隅鐵道接管，成為夷隅鐵道夷隅線車站。與大原站的營業距離由1.8公里改為1.7公里[1]。

## 車站構造
此站是地面車站，設有1面1線的單式月台。此站是無人車站。

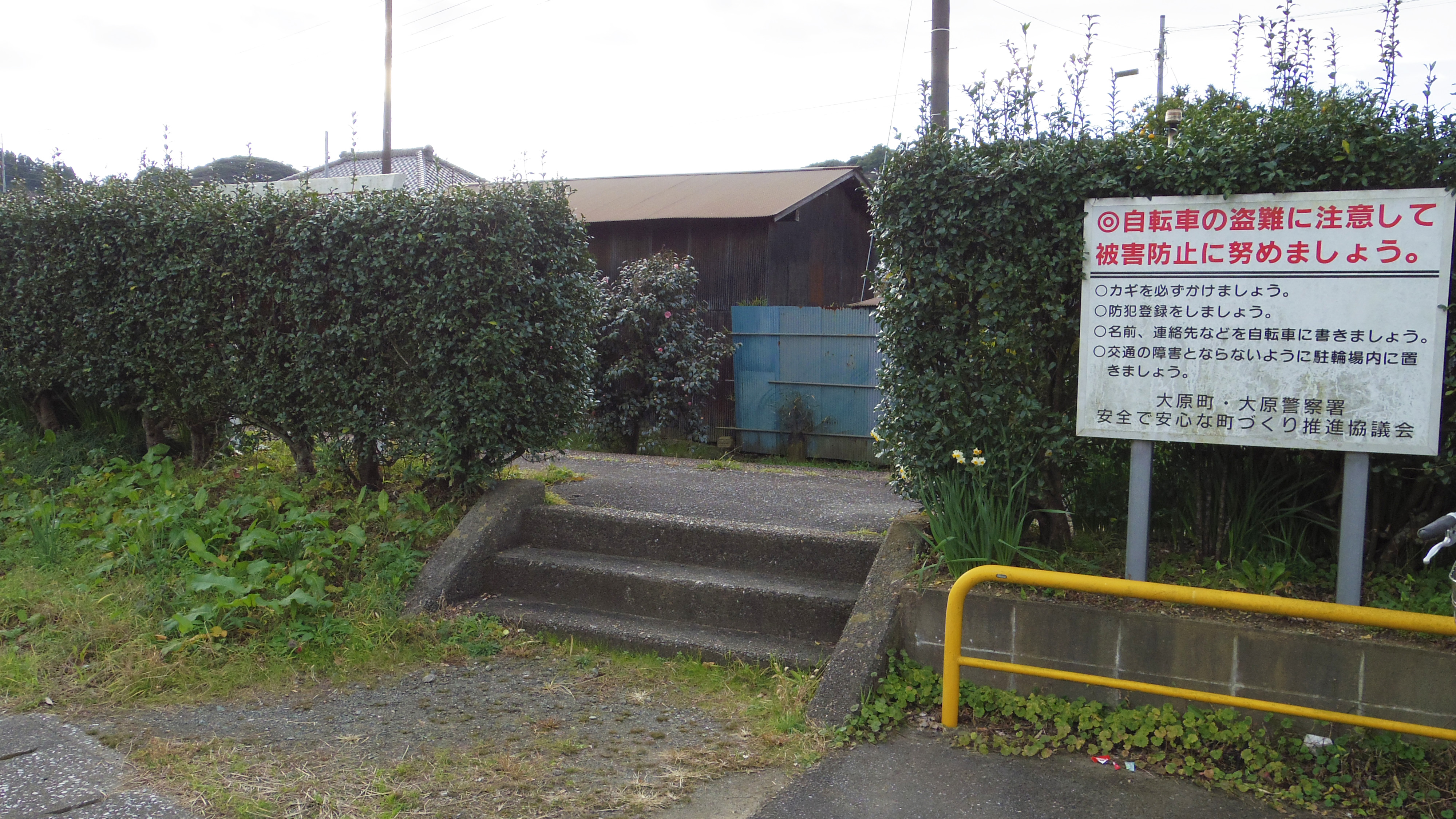
車站出入口（2015年12月28日）
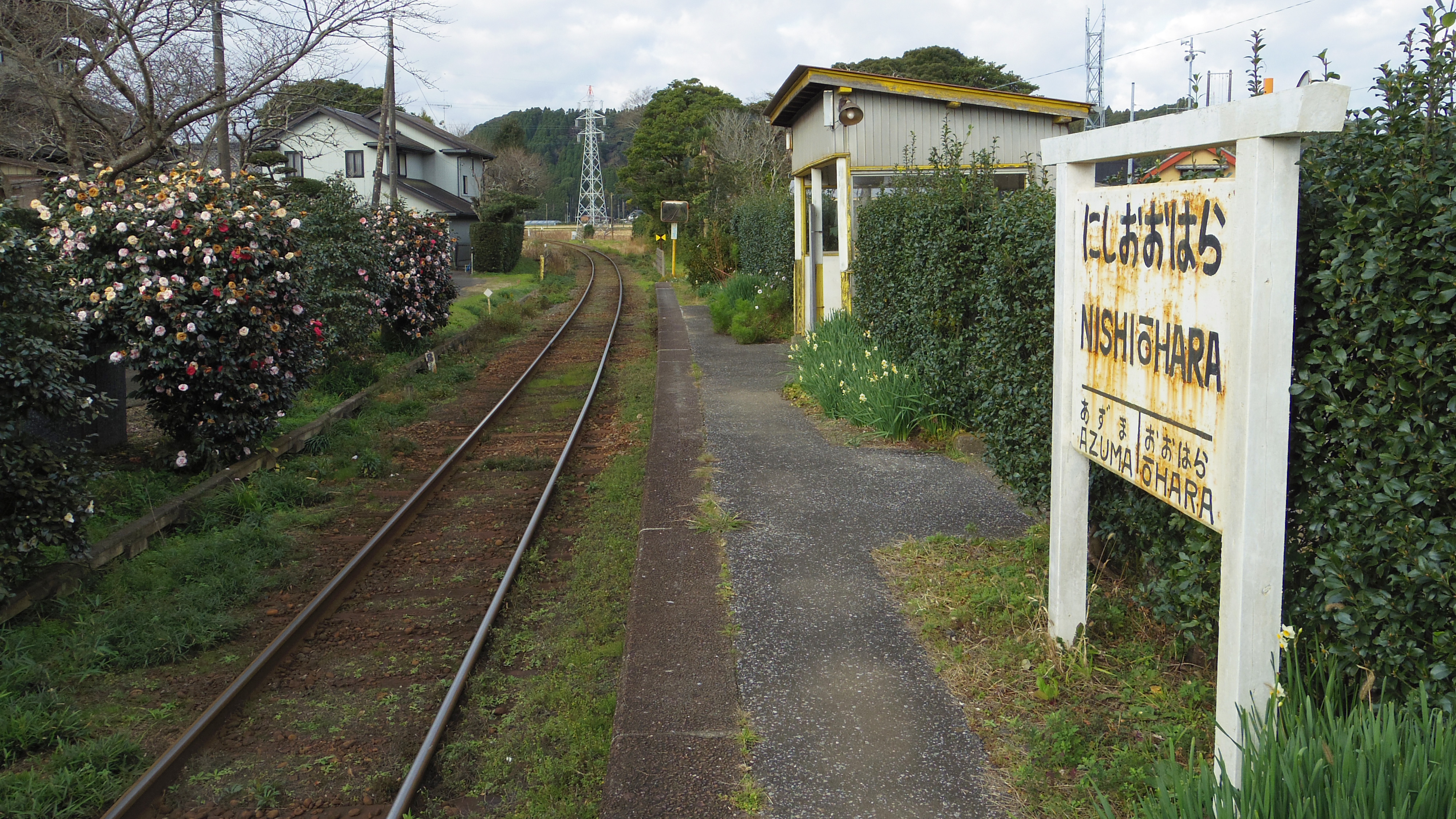
車站月台和站名牌（2015年12月28日）

## 使用狀況
在2018年度，1日平均乘車人次為13人，以下為近年一日平均乘車人次變化：
| 年度   | 一日平均 乘車人次 |
| ------ | ----------------- |
| 2007年 | 27                |
| 2008年 | 25                |
| 2009年 | 25                |
| 2010年 | 24                |
| 2011年 | 20                |
| 2012年 | 23                |
| 2013年 | 24                |
| 2014年 | 22                |
| 2015年 | 18                |
| 2016年 | 13                |
| 2017年 | 15                |
| 2018年 | 13                |

## 車站周邊

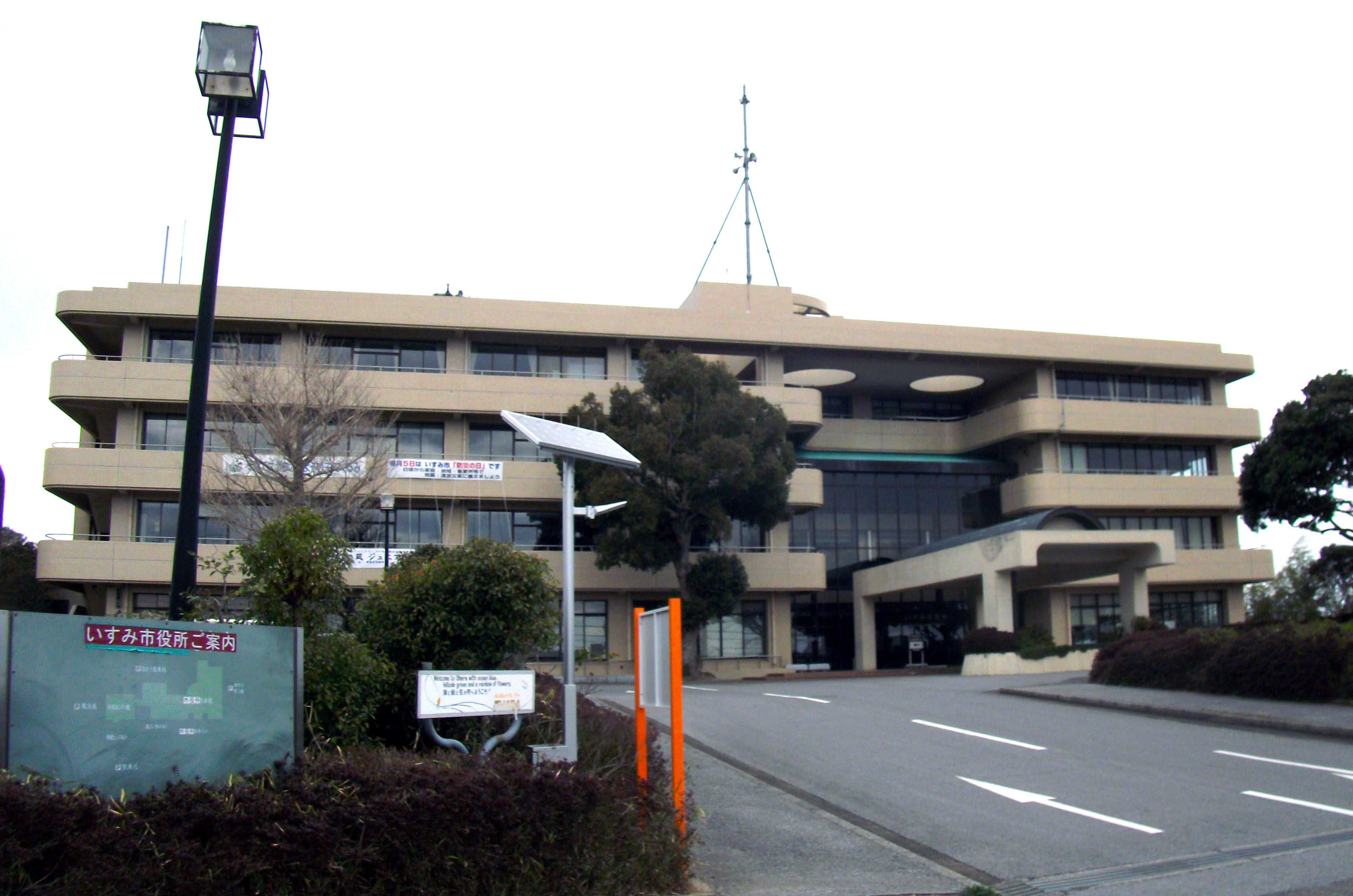
夷隅市政廳

車站南邊1公里圈內設有夷隅市政廳、法務省千葉地方法務局夷隅出張所、夷隅市商工會、夷隅教育會館和夷隅市立大原中學等設施。
- 國道465號（日语：国道465号）
- 夷隅市矢玉公民館
- 夷隅市立東海小學
- JA夷隅（日语：いすみ農業協同組合）Green Spa夷隅（大原農產物直銷處）
- 子山之家
- 子山保育園
- 夷隅市大原清潔中心
- 夷隅長生臨床檢査中心
- 発坂峠古戰場（萬喜城（日语：万喜城）的土岐氏、里見氏和正木氏（日语：安房正木氏）的古戰場蹟）

## 相鄰車站
夷隅鐵道
■夷隅線
大原－西大原－上總東

## 注腳
1. ↑   初版. JTB. 1998 （日语）.
2. ↑   （页面存档备份，存于）（日語）

## 外部連結
- 西大原站（夷隅鐵道） （页面存档备份，存于） （日語）